# Ivar Lykke
Ivar Lykke, född 9 januari 1872 i Trondheim, död 6 januari 1949, var en norsk affärsman och politiker (Høyre).
Efter skolgång och affärsutbildning utomlands var Lykke omväxlande delägare, ägare och verkställande direktör för det fäderneärvda företaget, från 1918 I. K. Lykke A/S. Från 1916 var han Høyrerepresentant i Stortinget, och stortingets president 1920-21 och 1923-26. 1926-28 var han stats- och utrikesminister i spetsen för en regering grundad på högern och den frisinnade vänstern. Viktiga beslut under hans regering var brännvinsförbudets upphävande, antagandet av en ny härordning samt en lag om obligatorisk skiljedom i arbetstvister. Efter det svåra nederlaget för högern och frisinnade vänstern vid valen till Stortinget på hösten 1927 avgick regeringen i januari 1928.